# 烈火琴韻
《烈火琴韻》是美國創作歌手艾莉西亞·凱斯的第五張錄音室專輯。專輯於2012年11月22日發行，唱片公司則因索尼音樂娛樂決定將J唱片公司改組併入RCA Records，而由RCA Records發行。專輯在艾莉西亞·凱斯與身兼音樂製作人及饒舌歌手史威茲·畢茲結婚後第一個小孩Eygpt出生後開始計畫。同名歌曲，同時也是專集首支單曲的《烈火女孩》還登上告示牌百強單曲榜的第11名。專輯推出首週也即登上告示牌二百強專輯榜第一名，並在發行首週於美國有著159,000張的銷量。

## 創作背景
《烈火琴韻》是艾莉西亞·凱斯繼2009年發行的《無限元素》後，個人的第五張專輯，也是因為索尼音樂娛樂將J唱片公司改組合併，而成為她再RCA Records旗下發行的第一張專輯。2009年後，凱斯與史威茲·畢茲結婚、並當了母親、製作並導了一部百老匯劇及一部短片、並為運動鞋品牌銳跑設計了一款運動鞋。凱斯還參與多位如肯伊·威斯特、艾蜜莉·珊黛、馬吉爾等多位歌手專輯的製作。2011年2月，Essence雜誌報導凱斯將開始錄製她的新專輯。凱斯表示專輯名稱是源自冒險小說《飢餓遊戲》的女主角凱妮絲·艾佛丁（Katniss Everdeen）因身穿著火的衣服而被稱為的「Girl On Fire」，她也是這部小說的愛好者。

## 製作過程
此張專輯在紐約Jungle City Studios、The Oven Studios、牙買加的Geejam Studios、倫敦的Metropolis Studios、洛杉磯的The Record Plant、Chalice Recording Studios等多處錄音室製作，參與製作的人有她的丈夫史威茲·畢茲、娃娃臉、Kerry Brothers, Jr.、Jeff Bhasker及其他多位製作人。在凱斯在Keep a Child Alive於紐約的慈善演唱會表演期間，她與藍調搖滾吉他手Gary Clark, Jr.會面，凱斯最初希望Gary Clark, Jr.能為她彈奏喬治·哈里森的歌曲《While My Guitar Gently Weeps》內的元素，而後讓Gary Clark, Jr.擔任專輯內歌曲《點燃愛火》的吉他伴奏。

## 音樂及歌詞
《烈火琴韻》這張節奏藍調專輯中把鋼琴敘事曲融合進傳統的節奏藍調歌曲。專輯內的歌曲除了凱斯的演唱、鋼琴的伴奏還有極簡的製作，專輯還包括多種如電子靈魂樂、嘻哈、搖滾及雷鬼等多種不同的類型，歌曲多速度居中，且帶許多創新的旋律及和弦。歌詞上，《烈火琴韻》主要多有關於人際關係及對神上的警示。一部分的歌曲的旁白主要表達對令人窒礙的人際關係不滿，另一部分的歌曲也涉及到凱斯的個人生活，包括結婚及產子。
開場曲《慢版再起》有著較慢的節奏，展現著凱斯受過古典音樂訓練的技巧；《傾聽心聲》則是專輯內節奏較快的歌曲，歌曲內還有許多舞曲的元素。《全新的我》由凱斯與蘇格蘭作曲家艾蜜莉·珊黛共同創作，這首歌有點像凱斯的自傳的快照，緩慢的宣示凱斯的獨立性。艾蜜莉·珊黛還幫艾莉西亞·凱斯創作另外兩首歌曲《錢非萬能》及《例外》，而《錢非萬能》主要在描述真正的愛總是比擁有整個世界還要來的重要。

## 推廣專輯
2012年9月，專輯的其中一首歌《錢非萬能》被上傳到凱斯的VEVO頻道。9月24日，在英國的MTV邀請凱斯到曼徹斯特室外演唱時，有演唱幾首《烈火琴韻》內的歌曲，9月28日的iTunes Festival上也唱了幾首新歌。10月16日，凱斯也在紐約的林肯中心艾弗里·費雪廳的一場演場會上表演她的新歌曲。11月12日，凱斯在美國節目VH1 Storytellers上表演幾首新歌及以前的舊歌。11月18日，凱斯在英國版X音素上表演專輯首單《烈火女孩》。11月20日，凱斯利用Google+視訊聊天在錄音室裡公開與歌迷進行對專輯的問與答，凱斯表示她要與大家分享關於她的創作過程與歌裡是否有一些特別的涵義。

## 單曲
專輯的同名歌曲，同時也是專輯首支單曲的《烈火女孩》，在2012年9月4日發行。歌曲出了三個版本，分別為原版、與饒舌歌手妮琪·米娜合唱的「Inferno版」和配樂較單純，主要突顯凱斯歌聲的「Bluelight版」，專輯內只有收錄合唱的Inferno版，另外兩版只有額外收錄在日本版專輯內。這首歌由凱斯、Jeff Bhasker和Salaam Remi製作，美國搖滾吉他手Billy Squier也有把他在1980年的歌曲《The Big Beat》的鼓聲元素加進這首歌內。單曲發行後，凱斯第一次是在2012年MTV音樂錄影帶大獎頒獎典禮上表演，她與妮琪·米娜、2012年倫敦奧運的競技體操金牌得主加布麗埃勒·道格拉斯一同擔任頒獎典禮的特別嘉賓。這首歌在告示牌百強單曲榜及熱門節奏藍調/嘻哈單曲榜分別得到第11名及第7名的成績。
2012年11月19日，《全新的我》開始於美國的廣播電台上播出，為專輯的第二支單曲。

## 評價
| 綜合得分        | 綜合得分 |
| 來源            | 評分     |
| --------------- | -------- |
|                 | 69/100   |
| 評論得分        |          |
| 來源            | 評分     |
| Allmusic        | [ 3 ]    |
| Pitchfork Media | B        |
| Slant Magazine  | [ 23 ]   |
| Spin magazine   | 7/10     |
| 每日電訊報      | [ 25 ]   |
| 娛樂周刊        | B        |
| 衛報            | [ 9 ]    |
| 獨立報          | [ 27 ]   |
| 觀察家報        | [ 28 ]   |
| 滾石雜誌        | [ 8 ]    |

《烈火琴韻》這張專輯收到了很多各種不同的評價。在專門蒐集評價的Metacritic中，以100分為滿分，由25個各評論家的意見取平均，此專輯得到的分數是69分。娛樂週刊的評論員Melissa Maerz認為專輯有著太多的爵士風格，但聽到鋼琴聲時又覺得親切的令人驚訝。滾石雜誌的Jody Rosen則認為凱斯是「打破偶像崇拜」的歌手並讚賞這是凱斯到目前為止最引人且最微妙的專輯。泰晤士報的Will Hodgkinson認為專輯「把奇怪的現在風格與古典音樂的感性結合在一起」。每日電訊報的Helen Brown覺得雖然裡面有言簡意賅但有點陳腐的歌詞，但還是可以讓大家聽到凱斯古典音樂的底子。告示牌的Andrew Hampp覺得這張專輯裡有許多凱斯以前的專輯的元素，還可以說這是凱斯到目前為止「整體風格最一致」的一張專輯。BBC的Daryl Easlea認為這是凱斯到目前為止最商業性的專輯。
紐約時報的Ben Ratliff在一個多個專輯共同評論的文章批評，他認為這張專輯有著太多的陳腔濫調。衛報的Dave Simpson認為凱斯為這張專輯做的不夠，而且有太多過於通俗的音樂。獨立報的Simon Price認為這張專輯的理念根本就是紙上談兵，並以諷刺的文字寫著這張專輯就是缺少「火」的元素。芝加哥論壇報的Greg Kot、觀察家報的Kitty Empire與洛杉磯時報的Mikael Wood皆認為這張專輯過於以凱斯之前的專輯為基公式化的製作，其中Empire更打趣的說：「凱斯應該是要升火，而不是暖琴椅才對。

## 銷售表現
在美國，《烈火琴韻》在發行首週就銷售了159,000張，還站上登上告示牌二百強專輯榜第一名，但這卻是凱斯從發行第一張專輯以來首週銷售量最低的專輯，上一張專輯《無限元素》在美國首週就銷售了417,000張。截至2013年1月，《烈火琴韻》在美國已共銷售了510,200張。在英國，專輯發行首週登上英國專輯排行榜的第15名及英國節奏藍調專輯排行榜的第2名，並於發行首週銷售31,657張。在澳洲，專輯登上ARIA專輯排行榜的第12名及ARIA都會專輯排行榜的第二名。在波蘭，專輯銷售超過15,000張，並獲得國際唱片業協會為在波蘭發行的專輯頒發的金級認證。

## 專輯曲目
| 曲序     | 曲目                                                     | 词曲                                                                            | 时长  |
| -------- | -------------------------------------------------------- | ------------------------------------------------------------------------------- | ----- |
| 1.       | 慢版再起（開場曲）（De Novo Adagio）                     |                                                                                 | 1:19  |
| 2.       | 全新的我（Brand New Me）                                 | 艾莉西亞·凱斯、艾蜜莉·珊黛                                                      | 3:53  |
| 3.       | 當愛已逝去（When It's All Over）                         | 艾莉西亞·凱斯、約翰傳奇、Stacy Barthe、Jamie xx                                 | 4:34  |
| 4.       | 傾聽心聲（Listen To Your Heart）                         | 艾莉西亞·凱斯、約翰傳奇、Rodney Jerkins                                         | 3:46  |
| 5.       | 嶄新的一天（New Day）                                    | 艾莉西亞·凱斯、史威茲·畢茲、Trevor Lawrence Jr.、Andre Brissett、Amber Streeter | 4:02  |
| 6.       | 烈火女孩（Inferno版）（Girl On Fire）（feat. 妮琪·米娜） | 艾莉西亞·凱斯、妮琪·米娜、Jeff Bhasker、Salaam Remi、Billy Squier               | 4:30  |
| 7.       | 點燃愛火（Fire We Make）（與麥斯威爾合唱）               | 艾莉西亞·凱斯、Andrew Wansel、Oakwud、Gary Clark, Jr.                           | 5:21  |
| 8.       | 淚水攻勢（Tears Always Win）                             | 艾莉西亞·凱斯、火星人布魯諾、Philip Lawrence                                    | 3:59  |
| 9.       | 錢非萬能（Not Even The King）                            | 艾莉西亞·凱斯、艾蜜莉·珊黛                                                      | 3:07  |
| 10.      | 當愛來的時候（That's When I Knew）                       | 艾莉西亞·凱斯、娃娃臉、Antonio Dixon                                            | 4:05  |
| 11.      | 無限大（Limitedless）                                    | 艾莉西亞·凱斯、Oakwud、Andrew Wansel、Amber Streeter、Stacy Barthe              | 3:57  |
| 12.      | 唯一（One Thing）                                        | 艾莉西亞·凱斯、法蘭克海洋、Malay                                                | 4:08  |
| 13.      | 例外（101）                                              | 艾莉西亞·凱斯、艾蜜莉·珊黛                                                      | 6:29  |
| 总时长： | 总时长：                                                 | 总时长：                                                                        | 53:08 |

| 日本版附贈曲目 | 日本版附贈曲目          | 日本版附贈曲目                                         | 日本版附贈曲目 |
| 曲序           | 曲目                    | 词曲                                                   | 时长           |
| -------------- | ----------------------- | ------------------------------------------------------ | -------------- |
| 14.            | 烈火女孩（原版）        | 艾莉西亞·凱斯、Jeff Bhasker、Salaam Remi、Billy Squier | 3:44           |
| 15.            | 烈火女孩（Bluelight版） | 艾莉西亞·凱斯、Jeff Bhasker、Salaam Remi、Billy Squier | 4:22           |

## 排行榜
| 排行榜                        | 最高排行 |
| ----------------------------- | -------- |
| 澳洲專輯排行榜                | 12       |
| 澳洲都會專輯排行榜            | 2        |
| 加拿大專輯排行榜              | 8        |
| 日本專輯排行榜                | 13       |
| 英國專輯排行榜                | 15       |
| 英國節奏藍調專輯排行榜        | 2        |
| 美國告示牌二百強專輯榜        | 1        |
| 美國告示牌節奏藍調/嘻哈專輯榜 | 1        |

## 外部連結
- 烈火琴韻在Allmusic上的頁面